# Discografia di Danna Paola
La discografia di Danna Paola, cantante pop messicana, è costituita da quattro album in studio, sei colonne sonore, cinque raccolte, due EP e cinquanta singoli.

## Album

### Album in studio
| Anno | Titolo | Posizione massima | Posizione massima | Posizione massima | Certificazioni                |
| Anno | Titolo | SPA               | US Latin          | US Latin Pop      | Certificazioni                |
| ---- | --- | ----------------- | ----------------- | ----------------- | ----------------------------- |
| 2012 | Danna Paola - Pubblicato: 5 giugno 2012 - Etichetta: Universal Music Group - Formato: CD, download digitale    | —                 | —                 | —                 |                               |
| 2020 | Sie7e+ - Pubblicato: 7 febbraio 2020 - Etichetta: Universal Music Group - Formato: CD, download digitale       | —                 | —                 | 16                | - MEX: Platino (4)            |
| 2021 | K.O. - Pubblicato: 13 gennaio 2021 - Etichetta: Universal Music Group - Formato: CD, download digitale         | 81                | —                 | 9                 | - MEX: Platino - ARG: Platino |
| 2024 | Childstar - Pubblicato: 12 aprile 2024 - Etichetta: Universal Music Group - Formato: CD, LP, download digitale | —                 | —                 | 16                | - MEX: Platino                |

### Raccolte
| Anno | Titolo | Posizione massima | Posizione massima |
| Anno | Titolo | US Latin          | US Latin Pop      |
| ---- | --- | ----------------- | ----------------- |
| 2002 | Mi Globo Azul - Pubblicato: 1 gennaio 2002 - Etichetta: Universal Music Group - Formato: CD, download digitale                  | —                 | —                 |
| 2004 | Oceano - Pubblicato: 23 novembre 2004 - Etichetta: Universal Music Group - Formato: CD, download digitale                       | 46                | 13                |
| 2005 | Chiquita Pero Picosa - Pubblicato: 12 aprile 2005 - Etichetta: Universal Music Group - Formato: CD, download digitale           | —                 | —                 |
| 2005 | Lo mejor de Amy, la niña de la mochila azul - Pubblicato: 6 dicembre 2005 - Etichetta: Universal Music Group - Formato: CD, DVD | —                 | —                 |
| 2009 | Atrévete a soñar 1.5 - Pubblicato: 1 ottobre 2009 - Etichetta: Universal Music Group - Formato: CD, DVD                         | —                 | —                 |

### Album dal vivo
| Anno | Titolo |
| ---- | --- |
| 2010 | Atrévete a soñar: El concierto - Pubblicato: 16 febbraio 2010 - Etichetta: Universal Music Group - Formato: CD, DVD |

### Album video
| Anno | Titolo |
| ---- | --- |
| 2005 | Amy, la niña de la mochila azul: en concierto - Pubblicato: 15 marzo 2005 - Etichetta: Universal Music Group - Formato: DVD |
| 2006 | Danna Paola en vivo - Pubblicato: 16 agosto 2006 - Etichetta: Universal Music Group - Formato: DVD                          |

### Album karaoke
| Anno | Titolo |
| ---- | --- |
| 2005 | Canta como Danna Paola - Pubblicato: 13 settembre 2005 - Etichetta: Universal Music Group - Formato: CD, DVD, download digitale |

## Colonne sonore
| Anno | Titolo | Certificazioni |
| ---- | --- | -------------- |
| 2004 | Amy, la Niña de la Mochila Azul Vol. 1 - Pubblicato: 28 settembre 2004 - Etichetta: Universal Music Group - Formato: CD, download digitale | - MEX: Oro     |
| 2004 | Amy, la Niña de la Mochila Azul Vol. 2 - Pubblicato: 26 ottobre 2004 - Etichetta: Universal Music Group - Formato: CD, download digitale   | - MEX: Oro     |
| 2005 | Pablo y Andrea - Pubblicato: 29 agosto 2005 - Etichetta: Universal Music Group - Formato: CD, download digitale                            |                |
| 2009 | Atrévete a Soñar - Pubblicato: 16 aprile 2009 - Etichetta: Universal Music Group - Formato: CD, download digitale                          | - MEX: Platino |
| 2009 | Atrévete a Soñar 2 - Pubblicato: 3 ottobre 2009 - Etichetta: Universal Music Group - Formato: CD, download digitale                        | - MEX: Platino |
| 2010 | Enredados - Pubblicato: 21 dicembre 2010 - Etichetta: Walt Disney Records - Formato: CD, download digitale                                 |                |

## Extended play
| Anno | Titolo | Posizione massima | Posizione massima | Certificazioni |
| Anno | Titolo | US Latin          | US Latin Pop      | Certificazioni |
| ---- | --- | ----------------- | ----------------- | -------------- |
| 2007 | Danna Paola - Pubblicato: 25 settembre 2007 - Etichetta: Universal Music Group - Formato: CD, download digitale | —                 | —                 |                |
| 2019 | SIE7E - Pubblicato: 17 maggio 2019 - Etichetta: Universal Music Group - Formato: CD, download digitale          | —                 | —                 |                |

## Singoli

### Come artista principale
| Anno | Titolo                                                 | Posizione massima | Posizione massima | Certificazioni                                                                 | Album                                            |
| Anno | Titolo                                                 | ARG               | USA Latin Pop     | Certificazioni                                                                 | Album                                            |
| ---- | ------------------------------------------------------ | ----------------- | ----------------- | ------------------------------------------------------------------------------ | ------------------------------------------------ |
| 2004 | Azul como el cielo                                     | —                 | —                 |                                                                                | Amy, la niña de la mochila azul vol. 1           |
| 2005 | Chiquita pero picosa                                   | —                 | —                 |                                                                                | Chiquita Pero Picosa                             |
| 2005 | Un paso atrás                                          | —                 | —                 |                                                                                | Chiquita Pero Picosa                             |
| 2005 | La chica ye-ye                                         | —                 | —                 |                                                                                | Chiquita Pero Picosa                             |
| 2005 | Junto a ti                                             | —                 | —                 |                                                                                | Pablo y Andrea                                   |
| 2007 | Es mejor                                               | —                 | —                 |                                                                                | Danna Paola - EP                                 |
| 2008 | Mundo de caramelo                                      | —                 | —                 |                                                                                | Danna Paola - EP                                 |
| 2008 | Dame corazón                                           | —                 | —                 |                                                                                | Danna Paola - EP                                 |
| 2009 | El primer día sin ti                                   | —                 | —                 |                                                                                | Danna Paola - EP                                 |
| 2009 | De aquí para allá                                      | —                 | —                 |                                                                                | Danna Paola - EP                                 |
| 2010 | Yo soy tu amigo fiel (feat. Aleks Syntek)              | —                 | —                 |                                                                                | Toy Story 3 (Original Motion Picture Soundtrack) |
| 2012 | Ruleta                                                 | —                 | —                 |                                                                                | Danna Paola                                      |
| 2012 | Todo fue un show                                       | —                 | —                 |                                                                                | Danna Paola                                      |
| 2012 | No es cierto (feat. Noel Schajris)                     | —                 | —                 |                                                                                | Danna Paola                                      |
| 2013 | Agüita                                                 | —                 | —                 |                                                                                | Danna Paola                                      |
| 2017 | ¿Dónde estabas tú?                                     | —                 | —                 |                                                                                | /                                                |
| 2018 | So Good (feat. HRVY)                                   | —                 | —                 |                                                                                | Sie7e e Sie7e+                                   |
| 2018 | Final feliz                                            | —                 | —                 | - MEX: Oro                                                                     | Sie7e e Sie7e+                                   |
| 2019 | Mala fama                                              | —                 | —                 | - MEX: Diamante (4) + Platino (3) - USA: Platino (2) - BRA: Platino - ESP: Oro | Sie7e e Sie7e+                                   |
| 2019 | Oye Pablo                                              | —                 | —                 | - MEX: Diamante (2) - USA: Platino                                             | Sie7e+                                           |
| 2019 | Polo a tierra (feat. Skinny Happy)                     | —                 | —                 |                                                                                | Sie7e+                                           |
| 2020 | Sodio                                                  | —                 | —                 | - MEX: Platino (3) + Oro                                                       | Sie7e+                                           |
| 2020 | Contigo                                                | —                 | —                 |                                                                                | K.O.                                             |
| 2020 | Sola                                                   | —                 | —                 |                                                                                | K.O.                                             |
| 2020 | TQ Y YA                                                | —                 | —                 |                                                                                | K.O.                                             |
| 2020 | No bailes sola (feat. Sebastián Yatra)                 | 23                | 23                | - MEX: Platino - USA: Platino - ESP: Oro                                       | K.O.                                             |
| 2020 | Me, Myself (feat. Mika)                                | —                 | —                 |                                                                                | K.O.                                             |
| 2020 | Friend de semana (feat. Aitana e Luísa Sonza)          | —                 | —                 | - BRA: Oro                                                                     | K.O.                                             |
| 2021 | Calla tú                                               | —                 | —                 |                                                                                | K.O.                                             |
| 2021 | Amor ordinario                                         | —                 | —                 |                                                                                | K.O.                                             |
| 2021 | Vuelve vuelve (con David Bisbal)                       | —                 | —                 | - ESP: Platino                                                                 | 20 años contigo                                  |
| 2021 | Ladrones (feat. Lasso)                                 | —                 | —                 |                                                                                | Cuatro Estaciones: Invierno                      |
| 2021 | Idiota (feat. Morat)                                   | —                 | —                 | - MEX: Oro - ESP: Platino                                                      | ¿A dónde vamos?                                  |
| 2021 | Mía                                                    | —                 | —                 |                                                                                | /                                                |
| 2021 | Kaprichosa                                             | —                 | —                 |                                                                                | /                                                |
| 2021 | Si tú vuelas (Hadal Ahbek) (con Issam Alnajjar e Alok) | —                 | —                 |                                                                                | Baree?                                           |
| 2021 | A un beso                                              | —                 | —                 |                                                                                | /                                                |
| 2021 | Rescue Me (con Alesso)                                 | —                 | —                 |                                                                                | Blade Runner: Black Lotus                        |
| 2021 | Cachito (con Mau y Ricky)                              | —                 | —                 |                                                                                | /                                                |
| 2022 | Solo quédate en silencio (con Moderatto)               | —                 | —                 |                                                                                |                                                  |
| 2022 | XT4S1S                                                 | —                 | —                 | - MEX: Diamante + Platino (2) + Oro                                            | Childstar                                        |
| 2022 | A Kind of Magic (con Felukah e Tamtam)                 | —                 | —                 |                                                                                | /                                                |
| 2023 | Mexico (con Dimitri Vegas & Like Mike e Ne-Yo)         | —                 | —                 |                                                                                | /                                                |
| 2023 | 1Trago                                                 | —                 | —                 | - MEX: Platino                                                                 | Childstar                                        |
| 2023 | TQUM (con Sofía Reyes)                                 | —                 | —                 |                                                                                | Milamores                                        |
| 2023 | Sugar mami (con Denise Rosenthal)                      | —                 | —                 |                                                                                | Supernova                                        |
| 2023 | Tenemos Que Hablar                                     | —                 | —                 | - MEX: Oro                                                                     | Childstar                                        |
| 2023 | Paranoia (con Steve Aoki)                              | —                 | —                 |                                                                                | Hiroquest 2: Double Helix                        |
| 2023 | AQYNE (con Aitana)                                     | —                 | —                 | - ESP: Platino                                                                 | Alpha                                            |
| 2023 | Aún Te Quiero                                          | —                 | —                 | - MEX: Oro                                                                     | Childstar                                        |

### Come artista ospite
| Anno | Titolo                                        | Posizione massima | Posizione massima | Posizione massima | Certificazioni                                   | Album                        |
| Anno | Titolo                                        | ARG               | SPA               | USA Latin Pop     | Certificazioni                                   | Album                        |
| ---- | --------------------------------------------- | ----------------- | ----------------- | ----------------- | ------------------------------------------------ | ---------------------------- |
| 2011 | Muero por ti (con Luis Lauro)                 | —                 | —                 | —                 |                                                  | Amanecer                     |
| 2015 | Mientras me enamoras (con Lalo Brito)         | —                 | —                 | —                 |                                                  | /                            |
| 2016 | Baila hasta caer (con AtellaGali)             | —                 | —                 | —                 |                                                  | /                            |
| 2019 | Subtítulos (con Lasso)                        | —                 | —                 | —                 | - MEX: Platino + Oro                             | Cuatro estaciones: primavera |
| 2019 | Know Me Too Well (con New Hope Club)          | —                 | —                 | —                 |                                                  | New Hope Club                |
| 2020 | Nada (con Cali y el Dandee)                   | 37                | —                 | —                 | - MEX: Platino (3) - USA: Platino (4) - ESP: Oro | /                            |
| 2020 | Santería (con Lola Índigo e Denise Rosenthal) | —                 | 15                | —                 | - ESP: Platino                                   | /                            |
| 2020 | Don't Go (con Isabela Moner)                  | —                 | —                 | 25                |                                                  | /                            |

### Singoli promozionali
| Anno | Titolo          | Album     |
| ---- | --------------- | --------- |
| 2018 | Lo Que No Sabes | Sie7e+    |
| 2019 | Siento Amor     | Sie7e+    |
| 2024 | Atari           | Childstar |

## Altre apparizioni
| Titolo                        | Anno | Altri artisti       | Album                                |
| ----------------------------- | ---- | ------------------- | ------------------------------------ |
| It's Impossible/ Somos novios | 2012 | Charlie Green       | Rainbow                              |
| Take a Chance on Me           | 2014 | N.D.                | Dancing Queens: Un tributo para ABBA |
| Everything                    | 2019 | Joey Montana, NASRI | La Movida                            |